# Anthony Forster
Anthony William Forster (ur. 19 maja 1964 roku w Chiseldon) – angielski politolog.

## Życiorys
Po ukończeniu szkoły średniej w Denstone w 1982 roku, uzyskał stypendium wojskowe na studia licencjackie z politologii na Uniwersytecie w Hull, które ukończył w 1985 roku. W trakcie studiów służył w wojskach transportowych Armii Brytyjskiej, od 1985 roku po obronie licencjatu został oficerem. W 1990 roku był doradcą wojskowym rządu Namibii – nowo utworzonego państwa w Afryce. Rok później przeszedł do rezerwy, w stopniu kapitana. W 1991 roku obronił magisterium w St Antony's College, a pięć lat później doktorat z nauk politycznych w St Hugh's College na Uniwersytecie Oksfordzkim. Od 2012 roku sprawuje urząd rektora zarządzającego (Vice–Chancellor) Uniwersytetu Essex z siedzibą w Colchesterze. Przed objęciem funkcji w Colchesterze był prorektorem ds. nauczania na Durham University. Wcześniej szefował wydziałem nauk politycznych na Uniwersytecie w Bristolu.